# Északnyugati Tartomány
Az Északnyugati Tartomány (afrikaans: Noord-wes; cvána: Bokone Bophirima; északi szotó: Leboa-Bodikela) Dél-Afrika egyik tartománya, fővárosa Mahikeng.
Gautengtől nyugatra található, és Botswanával határos.

## Történelme
Az Északnyugati Tartomány az apartheid 1994-es vége után jött létre, magában foglalva az egykori Transvaal  és Cape tartomány egyes részeit, valamint Bophuthatswana bantusztán nagy részét.
Ez a tartomány több neves dél-afrikai politikusok szülőhelye volt, többek között Lucas Mangope, Moses Kotane, Ahmed Kathrada, Abram Onkgopotse Tiro, Ruth Mompati, J. B. Marks, Aziz Pahad, Essop Pahad is itt nőtt fel.

## Közélete
A tartományi kormány egy premierből, a tíz regionális miniszterből álló végrehajtó tanácsból, és egy törvényhozó testületből áll. A tartományi gyűlést és a premiert öt évre választják. A politikai pártok az országos választásokon a tartományban megszerzett szavazatok százalékos aránya alapján kapják meg a képviselői helyeket. A törvényhozó testület választja a premiert, aki ezután kinevezi a végrehajtó tanács tagjait.
Az Északnyugati Tartomány premierje 2021. szeptember 7-től Bushy Maape, az Afrikai Nemzeti Kongresszus képviselője.

## Fordítás
Ez a szócikk részben vagy egészben  a   North West (South African province) című angol Wikipédia-szócikk ezen változatának fordításán alapul.  Az eredeti cikk szerkesztőit annak laptörténete sorolja fel. Ez a jelzés csupán a megfogalmazás eredetét és a szerzői jogokat jelzi, nem szolgál a cikkben szereplő információk forrásmegjelöléseként.